# Rhopalotettix taipeiensis
Rhopalotettix taipeiensis är en insektsart som beskrevs av Zhang, D.-c., Hong Yin och X.-c. Yin 2003. Rhopalotettix taipeiensis ingår i släktet Rhopalotettix och familjen torngräshoppor. Inga underarter finns listade i Catalogue of Life.